# Praia Atlântica
Praia da Atlântica é uma praia situada na urbanização turística e residencial Soltróia em Portugal.